# Mujeres en ingeniería

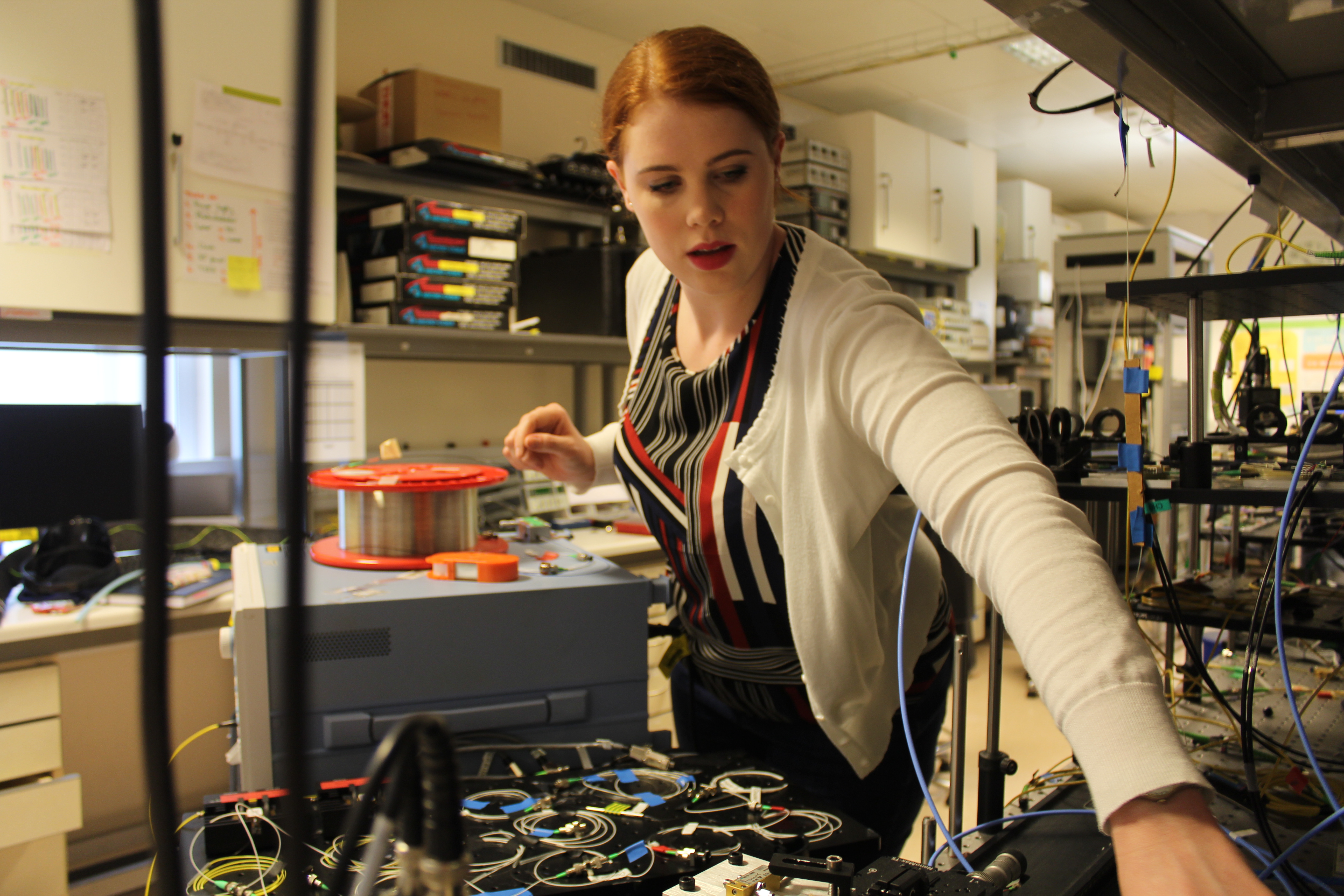
Una ingeniera trabajando en una prueba de sistemas de comunicaciones ópticas.

Por lo general, las mujeres están infrarepresentadas en los campos de la ingeniería, en la academia y en la profesión de ingeniería, pero aun así muchas han contribuido a los campos diversos de ingeniería actual e históricamente. Un número de organizaciones y programas ha sido creado para entender y vencer esta tradición de disparidad de género. Algunos no han creído este vacío de género, diciendo que  indica la ausencia de talento potencial. Aunque el número de mujeres en ingeniería está aumentando sigue habiendo una mayoría de hombres.

## Historia
La historia de mujeres como diseñadoras y constructoras de máquinas y estructuras hizo posible el desarrollo de la ingeniería como comercio. Con anterioridad a la creación del término «ingeniero», en el siglo XI, las mujeres habían contribuido al adelanto tecnológico de sociedades alrededor del globo, incluyendo Hypatia de Alexandria (350 o 370-415 DC), quién está abonado con la invención del densímetro. En el siglo XIX, las mujeres que participaron en la ingeniería a menudo tuvieron formación académica en matemáticas o ciencia. Ada Lovelace estuvo en una escuela privada de matemáticas antes de empezar su colaboración con Charles Babbage en su motor analítico que fue considerado como el «primer programador computacional». En los años tempranos del siglo XX, los grandes números de mujeres empezaron para ser admitidos a programas de ingeniería, pero eran generalmente miradas con extrañeza por parte de los varones.
La primera universidad en otorgar una ingeniería para mujeres fue la Universidad de California, Berkeley. Elizabeth Bragg recibió el grado en ingeniería civil en 1876, convirtiéndose en la primera ingeniera de los Estados Unidos. Con anterioridad al siglo XIX era muy extraño que las mujeres obtuviesen un título de ingeniería. Algunas universidades empezaron a admitir mujeres en sus universidades a comienzos de 1800 y a partir de mediados de siglo empezaron a admitirlas en todos los programas  académicos que incluyen ingeniería. 
La entrada de los Estados Unidos en la Segunda Guerra Mundial creó una escasez seria de talento de ingeniería en aquel país porque los hombres estuvieron sirviendo a las fuerzas armadas. Para dirigir la escasez, iniciativas como GE para la formación en ingeniería a mujeres con grados en matemáticas y física, o el programa Curtiss-Wright, entre otras oportunidades nuevas creadas para mujeres en ingeniería.
Las mujeres también jugaron una función crucial en programar el ENIAC durante la Segunda Guerra Mundial. Originalmente creada por el Ejército en 1943, las programadoras del ENIAC hicieron adelantos considerables en programar técnicas, como la invención de breakpoints, ahora una herramienta de depuración estándar.
Además de la escasez de ingenieros, las mujeres también aumentaron en las ingenierías debido al aumento gradual del público en las universidades que admitieron mujeres. Por ejemplo, el Instituto de Tecnología de Georgia empezó a admitir mujeres en 1952, mientras el École Polytechnique de París, una institución de ingeniería francesa, empezó a admitir ingenieras en 1972.

## Factores de la baja participación femenina

### Estereotipos de género
Los estereotipos de género pueden contribuir a la baja representación de mujeres en ingeniería. Porque la ingeniería es un campo tradicionalmente masculino. En una edad joven, las chicas no expresan el mismo nivel de interés en ingeniería como chicos, posiblemente debido a los estereotipos de género.Hay también evidencia significativa de la presencia de improperios sobre las ingenieras, debido a la creencia de que los hombres son matemáticamente superiores y mejores para los trabajos de ingeniería. Las mujeres que persisten son capaces de vencer estas dificultades, habilitándoles para ejercer la profesión de ingeniería.
Debido a este sesgo de género, la elección de las mujeres en introducirse en el campo de la ingeniería universitaria es también altamente correlativo al de las matemáticas y otras asignaturas de ciencia durante instituto. La mayoría de mujeres que escoge para estudiar la ingeniería tiene experiencia significativa con respecto a ellos mejor en este tipo de asignaturas y como resultado, piensa que  son capaces de estudiar en un grado con mayoría masculina.  
Las mujeres tienen que comportarse constantemente de forma masculina con el fin de ser vistas como competentes, pero al mismo tiempo se espera que las mujeres sean femeninas. Así que las mujeres se encuentran constantemente caminando por la «delgada línea» entre ser vistas como demasiado femeninas como para ser competentes y demasiado masculinas para ser agradables. Un 35 % de las encuestadas afirmó tener la presión de jugar un papel tradicionalmente femenino en el trabajo; siendo las asiático-americanas (40.9 %) las que más denunciaron sentir esta presión. Alrededor de la mitad de las mujeres encuestadas (53 %) dijo que mostrarse «masculina» tiene consecuencias negativas, definiendo el término «masculina» como ser mujeres que dicen lo que piensan o que se muestran determinantes. Si las mujeres son asertivas, directas, francas, o competentes, se enfrentan a disgustos, críticas, e incluso, bullying laboral y exclusión. Las mujeres negras y latinas sufren de este tipo de exclusión porque son más propensas a lidiar con el estereotipo de «mujer explosiva» o «enojona» cuando no están conformes con algo, o se oponen a una situación.

### Índices más bajos ingenieras en programas de grado
En los últimos años el 40 % de mujeres están dejando las ingenierías, ya que hay muchos factores que hacen que a las mujeres se las juzgue más rápido que a los hombres cuando se trata de los grados de ingenierías. Según la Sociedad de Mujeres Ingenieras una de cada cuatro mujeres deja el grado después de una cierta edad.
Las mujeres son están infrarepresentadas en educación de ingeniería. El número de mujeres graduadas en programas de ingeniería después del instituto es muy importante para saber cuantas van a ser ingenieras. Además, en Estados Unidos, las mujeres que terminan los grados en ciencia, tecnología, y campos de ingeniería es menos probable que encuentren trabajo en comparación con los hombres.
Ahora, hablando de México, sólo alrededor del 24 % de estudiantes inscritos en estudios de nivel superior a nivel nacional son mujeres, y que del 100 % de estudiantes que eligen alguna licenciatura en ciencias exactas o ingeniería únicamente el 30 % son mujeres.
El grado de disparidad varía dependiendo de la ingeniería. Las mujeres tienden a interesarse más en la ingeniería que tiene desarrollos sociales y humanos, como ingeniería agrícola y medioambiental. Están, por tanto, bien representadas en programas medioambientales y biomédicos, recibiendo 40-50 % de los grados que otorgó Estados Unidos en 2015. Las mujeres obtienen menos grados en ingeniería mecánica, eléctrica e informática.
Un estudio hecho por Harvard Business Review habló de las razones por las cuales los índices de representación de mujeres en el campo de ingeniería es todavía bajo. El estudio descubrió que los índices del alumnado femenino en programas de ingeniería es continuo debido a los aspectos de colaboración en el campo. Los resultados del estudio principalmente determinaron que las mujeres son tratadas de manera diferente en trabajos de grupo en los qué  hay más hombres que mujeres, y que algunos hombres «excluyeron a mujeres del trabajo de la ingeniería». Aparte de esto, mujeres en este estudio también descrito cómo los profesores trataron a alumnas de manera diferente «sólo porque  eran mujeres».
En un estudio de investigación en 'Psychological Science' que analiza la denominada paradoja de la igualdad en los estudios de ciencia e ingeniería y concluye que cuanta más igualdad de género hay en un país (según el índice de Igualdad de Género del Foro Económico mundial) menor es el porcentaje de mujeres que estudian ingenierías y carreras técnicas. Lo más relevante de esta investigación, que se basa en los resultados académicos de 472 242 adolescentes en 67 países, es descubrir que cuanto más igualitario es un país, más mujeres capaces para la ciencia y la ingeniería optan por estudiar otras titulaciones universitarias.
Esta paradoja de la igualdad de género explica que países como Albania y Argelia tienen un mayor porcentaje de mujeres entre sus graduados en ingenierías que los países aclamados por sus altos niveles de igualdad de género, como Finlandia, Noruega o Suecia. En EE. UU. las ingenieras no llegan al 14 % mientras que en Argelia las mujeres representan el 41 % de los graduados universitarios en los campos de ingeniería, ciencias o tecnología.

### Cultura de ingeniería

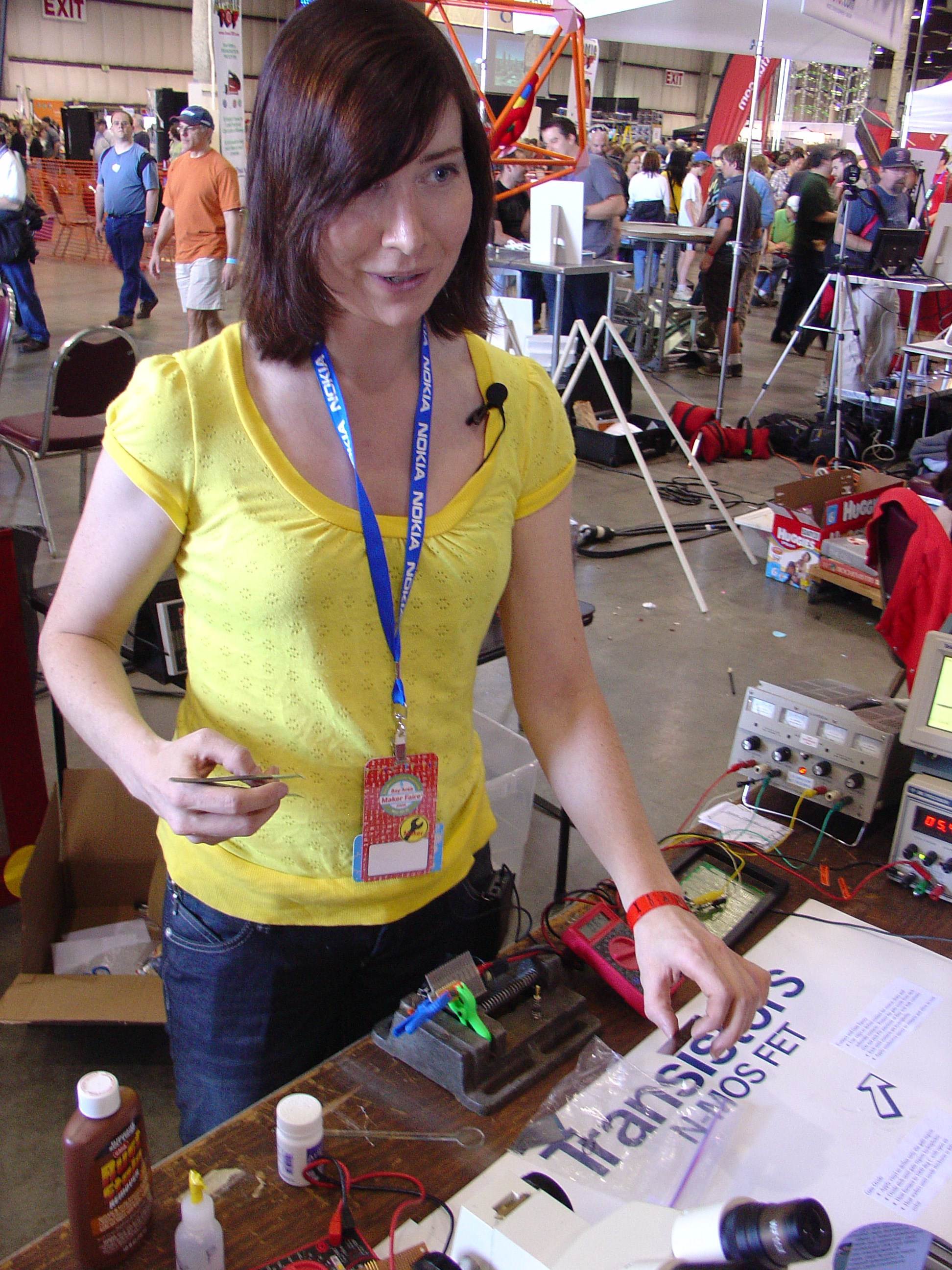
Jeri Ellsworth, autodidacta de computadores, diseñadora de chips e inventora, en la «Maker Faire» del Área de la Bahía en 2009.

Otra razón posible para la participación femenina más baja en campos de ingeniería es la prevalencia de los valores que asocian a los hombres en los lugares de trabajo propios de las ingenierías.  Por ejemplo, algunas mujeres en ingeniería han encontrado difícil reincorporarse a trabajar tras un tiempo de ausencia. Porque los hombres suelen tomarse menos tiempo fuera para cuidar de la familia, o por motivos de salud. Esto desproporcionadamente afecta mujeres.
La comunicación es también un factor de contribuir a la división entre hombres y mujeres en el lugar de trabajo. Un hombre se comunica con otro más directo, pero cuándo un hombre explica una tarea a una mujer,  tienden a dar más explicaciones, pese a que ambos tienen la misma cualificación, y por tanto, los mismos conocimientos. Esto proviene del estereotipo de que los hombres están más cualificados que las mujeres para ingeniería, lo que causa que los hombres traten por debajo de sus capacidades a las mujeres.
Otro aspecto que no beneficia es la falta de referentes femeninos en este ámbito. Si pensamos en mujeres ingenieras que han contribuido a cambiar el mundo en el que vivimos, ¿cuántas somos capaces de citar de forma espontánea? Sin duda, existen destacadas aportaciones científicas de las mujeres, pero su trabajo ha sido desconocido durante décadas. Si damos visibilidad a todas estas mujeres, las adolescentes contarán con referentes femeninos que les servirán de ejemplo e inspiración.

## Las organizaciones profesionales que promueven mujeres en ingeniería
| Organización | País                                                                        |
| --- | --------------------------------------------------------------------------- |
| Mujeres africanas en Ciencia e Ingeniería (AWSE)                                                                          | Kenia, Tanzania, Uganda                                                     |
| Instituto de Borg de la Anita para Mujeres y Tecnología                                                                   | Global                                                                      |
| Asociación de Francophone Mujeres en RAÍZ (AFFESTIM)                                                                      | Canadá                                                                      |
| Asociación de Científicos de Mujeres coreanas e Ingenieros                                                                | República de Corea                                                          |
| Asociación de Ingenieros de Mujeres Profesionales de Nigeria (APWEN) Archivado el 29 de enero de 2018 en Wayback Machine. | Nigeria                                                                     |
| Asociación de Mujeres sudafricanas en Ciencia e Ingeniería                                                                | Sudáfrica                                                                   |
| Associazione Italiana Donne Ingegneri e Architetti (AIDIA)                                                                | Italia                                                                      |
| Codette | Rumanía                                                                     |
| Asociación alemana de Ingenieros de Mujeres                                                                               | Alemania                                                                    |
| Inventores de Mujeres globales y Innovators Red                                                                           | Global                                                                      |
| Celebración de Tolva de la Grace de Mujeres en Computar                                                                   | Estados Unidos                                                              |
| Instituto de Eléctrico e Ingenieros de Electrónica (IEEE) Mujeres en Ingeniería                                           | Global                                                                      |
| Red internacional de Ingenieros de Mujeres y Japón de Científicos (INWES Japón)                                           | Japón                                                                       |
| Ontario Red de Mujeres en Ingeniería                                                                                      | Canadá                                                                      |
| Robogals | Australia, Reino Unido, Estados Unidos, Sudáfrica, Canadá, Japón, Filipinas |
| Sociedad de Ingenieros de Mujeres                                                                                         | Estados Unidos                                                              |
| Stemettes | Reino Unido                                                                 |
| Asociación de Vietnam para Mujeres Intelectuales                                                                          | Vietnam                                                                     |
| SENSATO | Reino Unido                                                                 |
| WomEng | Global                                                                      |
| Mujeres en Aviación | Estados Unidos                                                              |
| Mujeres en Construir Ingeniería de Servicios                                                                              | Reino Unido                                                                 |
| Mujeres En Ingeniería ProActive Red                                                                                       | Estados Unidos                                                              |
| Mujeres en Ingeniería Sociedad Estudiantil                                                                                | Reino Unido                                                                 |
| Mujeres en Ingeniería & de Ciencia (SENSATO)                                                                              | Estados Unidos                                                              |
| Mujeres en Ciencia, Tecnología, Ingeniería y Matemática (WSTEM) Mongolia                                                  | Mongolia                                                                    |
| Mujeres en PUSO | Reino Unido                                                                 |
| Mujeres en la tecnología Internacional                                                                                    | Global                                                                      |
| La sociedad de Ingeniería de las mujeres                                                                                  | Reino Unido                                                                 |
| Mujeres de RAÍZ | Estados Unidos                                                              |
| Federación mundial de Comité de Organizaciones de la Ingeniería para Mujeres en Ingeniería                                | Global                                                                      |